# Pochodna Gâteaux
Pochodna Gâteaux lub różniczka Gâteaux, czyt. ~ ˈɡa.tɔ ( odsłuchaj) – uogólnienie pojęcia pochodnej kierunkowej znanego z rachunku różniczkowego. Nazwa pochodzi od nazwiska francuskiego matematyka, René Gâteaux. Pochodną tę definiuje się w przestrzeniach liniowo-topologicznych lokalnie wypukłych takich jak przestrzenie Banacha. Podobnie jak pochodna Frécheta, pochodna Gâteaux służy często sformalizowaniu pochodnej funkcjonalnej używanej powszechnie w rachunku wariacyjnym i fizyce.
W przeciwieństwie do innych rodzajów pochodnych, różniczka Gâteaux funkcji może być nieliniowa. Często w definicji różniczki Gâteaux wymaga się jednak, by była przekształceniem liniowym nieciągłym. Niektórzy autorzy, np. Tichomirow, odróżniają różniczkę Gâteaux (która może być nieliniowa) od pochodnej Gâteaux (o której zakładają, iż jest liniowa). W większości zastosowań ciągłość liniowa wynika z pierwotniejszego, a przy tym naturalnego w danej sytuacji warunku, np. założenie różniczkowalności zespolonej w kontekście nieskończeniewymiarowej holomorficzności czy różniczkowalności w sposób ciągły w analizie nieliniowej.

## Definicja
Niech {\displaystyle X} oraz {\displaystyle Y} będą przestrzeniami liniowo-topologicznymi lokalnie wypukłymi (np. przestrzeniami Banacha), dany zbiór otwarty {\displaystyle U\subseteq X} oraz funkcja {\displaystyle F\colon X\to Y.} Różniczkę Gâteaux {\displaystyle \operatorname {d} F(u;\psi )} funkcji {\displaystyle F} w punkcie {\displaystyle u\in U} i kierunku {\displaystyle \psi \in X} definiuje się jako
{\displaystyle \operatorname {d} \!F(u;\psi )=\lim _{\tau \to 0}{\frac {F(u+\tau \psi )-F(u)}{\tau }}=\left.{\frac {\operatorname {d} }{\operatorname {d} \!\tau }}F(u+\tau \psi )\right|_{\tau =0},}
o ile granica ta istnieje. Jeżeli istnieje ona dla wszystkich {\displaystyle \psi \in X,} to mówi się, że {\displaystyle F} jest różniczkowalna w sensie Gâteaux w punkcie {\displaystyle u.}
Granicę w definicji wzięto w sensie topologii {\displaystyle Y.} Jeżeli {\displaystyle X} i {\displaystyle Y} są rzeczywistymi przestrzeniami liniowo-topologicznymi, to {\displaystyle \tau } w granicy są wartościami rzeczywistymi. Z drugiej strony, jeżeli przestrzenie te są zespolone, to w powyższej granicy przyjmuje się {\displaystyle \tau \to 0} na płaszczyźnie zespolonej, jak ma to miejsce w definicji różniczki zespolonej. W pewnych przypadkach zamiast mocnej granicy bierze się w zamian słabą granicę, co prowadzi do pojęcia słabej pochodnej Gâteaux.

## Liniowość i ciągłość
W każdym punkcie {\displaystyle u\in U} różniczka Gâteaux definiuje funkcję
{\displaystyle \operatorname {d} \!F(u;\cdot )\colon X\to Y.}
Jest ona jednorodna w tym sensie, iż dla wszystkich skalarów {\displaystyle \alpha } zachodzi równość
{\displaystyle \operatorname {d} \!F(u;\alpha \psi )=\alpha \operatorname {d} \!F(u;\psi ).}
Funkcja ta nie musi być jednak addytywna, tak więc w przeciwieństwie do różniczki Frécheta różniczka Gâteaux może nie być liniowa. Nawet jeżeli będzie ona liniowa, to może nie zależeć w sposób ciągły od {\displaystyle \psi ,} co może mieć miejsce, gdy {\displaystyle X} oraz {\displaystyle Y} są nieskończeniewymiarowe. Co więcej, istnieje kilka nierównoważnych sposobów określenia różniczkowalności w sposób ciągły tych różniczek Gâteaux, które są liniowe i ciągłe w {\displaystyle \psi .}
Niech dana będzie na przykład funkcja {\displaystyle F} dwóch zmiennych rzeczywistych o wartościach rzeczywistych określona wzorem
{\displaystyle F(x,y)={\begin{cases}{\frac {x^{3}}{x^{2}+y^{2}}},&{\mbox{gdy }}(x,y)\neq (0,0);\\0,&{\mbox{gdy }}(x,y)=(0,0).\end{cases}}}
Jest ona różniczkowalna w sensie Gâteaux w punkcie {\displaystyle (0,0),} przy czym jej różniczką w tym punkcie jest
{\displaystyle \operatorname {d} \!F(0,0;a,b)={\begin{cases}{\frac {a^{3}}{a^{2}+b^{2}}}&{\mbox{dla }}(a,b)\neq (0,0);\\0&{\mbox{dla }}(a,b)=(0,0).\end{cases}}}
Wprawdzie jest ona ciągła, ale nie jest liniowa ze względu na argumenty {\displaystyle (a,b).} W przypadku nieskończeniewymiarowym dowolny funkcjonał liniowy nieciągły jest różniczkowalny w sensie Gâteaux; choć jego różniczka Gâteaux w {\displaystyle 0} jest liniowa, to jednak nie jest ciągła.
Związek z pochodną Frécheta
Jeżeli {\displaystyle F} jest różniczkowalna w sensie Frécheta, to jest różniczkowalna także w sensie Gâteaux, przy czym pochodne te są równe. Sytuacja odwrotna w ogólności nie zachodzi, ponieważ pochodna Gâteaux może nie być liniowa lub ciągła. W rzeczywistości jest nawet możliwe, by pochodna Gâteaux była tak liniowa, jak i ciągła, ale pochodna Frécheta nie istniała.
Jednakże dla funkcji {\displaystyle F} z zespolonej przestrzeni Banacha {\displaystyle X} w inną zespoloną przestrzeń Banacha {\displaystyle Y} pochodna Gâteaux (gdzie granica brana jest przy zespolonym parametrze {\displaystyle \tau } zbiegającym do zera jak to jest w definicji różniczkowalności zespolonej) jest koniecznie liniowa, o czym mówi twierdzenie Zorna. Więcej, jeżeli {\displaystyle F} jest różniczkowalna w (zespolonym) sensie Gâteaux w każdym punkcie {\displaystyle u\in U,} gdzie pochodna dana jest wzorem
{\displaystyle \operatorname {d} \!F(u)\colon \psi \mapsto \operatorname {d} \!F(u;\psi ),}
to {\displaystyle F} jest różniczkowalna w sensie Frécheta na {\displaystyle U,} a jej różniczką Frécheta jest {\displaystyle \operatorname {d} \!F}. Jest to odpowiednik wyniku elementarnej analizy zespolonej, mianowicie: funkcja jest analityczna, jeżeli jest różniczkowalna w sensie zespolonym na zbiorze otwartym; przy czym jest to podstawowym wynik holomorficzności nieskończeniewymiarowej.
Różniczkowalność w sposób ciągły
Różniczkowalność w sensie Gâteaux w sposób ciągły może być określona na dwa nierównoważne sposoby. Niech {\displaystyle F\colon U\to Y} będzie różniczkowalna w sensie Gâteaux w każdym punkcie zbioru otwartego {\displaystyle U.} Jedno z podejść do różniczkowalności w sposób ciągły na {\displaystyle U} wymaga, aby odwzorowanie z przestrzeni produktowej
{\displaystyle \operatorname {d} \!F\colon U\times X\to Y}
było ciągłe. Założenie liniowości jest zbędne: jeżeli {\displaystyle X} oraz {\displaystyle Y} są przestrzeniami Frécheta, to {\displaystyle \operatorname {d} \!F(u;\cdot )} jest automatycznie ograniczone i liniowe dla wszystkich {\displaystyle u}.
W mocniejszym z pojęć różniczkowalności w sposób ciągły wymaga się, aby
{\displaystyle u\mapsto \operatorname {d} \!F(u)}
było odwzorowaniem ciągłym
{\displaystyle U\to \operatorname {L} (X,Y)}
z {\displaystyle U} w przestrzeń ciągłych funkcji liniowych z {\displaystyle X} w {\displaystyle Y.} Należy zauważyć, że czyni to zadość liniowości {\displaystyle \operatorname {d} \!F(u).}
Ze względu na to, że drugie pojęcie jest dogodniejsze technicznie, to właśnie je zwykle (lecz nie zawsze) stosuje się w przypadku, gdy przestrzenie {\displaystyle X} i {\displaystyle Y} są Banacha, ponieważ wtedy {\displaystyle \operatorname {L} (X,Y)} również jest Banacha, co umożliwia posiłkowanie się metodami analizy funkcjonalnej. Pierwszą z definicji spotyka się częściej w tych obszarach analizy nieliniowej, w których rozpatrywane przestrzenie funkcyjne niekoniecznie są Banacha. Na przykład różniczkowanie w przestrzeniach Frécheta ma zastosowania takie jak twierdzenie Nasha-Mosera o funkcji odwrotnej, w którym rozważane przestrzenie funkcyjne często składają się z funkcji gładkich określonych na rozmaitości.

## Pochodne wyższych rzędów
Pochodne Frécheta wyższych rzędów definiuje się w sposób naturalny jako funkcje wieloliniowe ze względu na iterację przy pomocy izomorfizmów {\displaystyle \operatorname {L} ^{n}(X,Y)=\operatorname {L} (X,\operatorname {L} ^{n-1}(X,Y)).} Pochodnych Gâteaux wyższych rzędów nie można jednak definiować w ten sposób, w zamian pochodną Gâteaux {\displaystyle n}-tego rzędu funkcji {\displaystyle F\colon U\subseteq X\to Y} w kierunku {\displaystyle h} definiuje się jako
{\displaystyle \operatorname {d} ^{n}\!F(u;h)=\left.{\frac {\operatorname {d} ^{n}}{\operatorname {d} \!\tau ^{n}}}F(u+\tau h)\right|_{\tau =0}.}
Choć funkcja ta nie jest ona wieloliniowa, to jest ona jednorodna stopnia {\displaystyle n} w punkcie {\displaystyle h.}
Innym kandydatem na definicję pochodnej wyższego rzędu jest funkcja
{\displaystyle \operatorname {D} ^{2}\!F(u)\{h,k\}=\lim _{\tau \to 0}{\frac {\operatorname {D} \!F(u+\tau k)h-\operatorname {D} \!F(u)h}{\tau }}=\left.{\frac {\partial ^{2}}{\partial \tau \partial \sigma }}F(u+\sigma h+\tau k)\right|_{\tau =\sigma =0},}
która pojawia się w naturalny sposób w rachunku wariacyjnym jako druga wariacja funkcji {\displaystyle F,} przynajmniej w przypadku szczególnym, gdy {\displaystyle F} ma wartości skalarne. Może ona jednak nie mieć żadnych rozsądnych własności poza jednorodnością oddzielnie ze względu na każdy z parametrów {\displaystyle h} oraz {\displaystyle k.} Dogodne są wtedy dodatkowe warunki dostateczne zapewniające o tym, że {\displaystyle \operatorname {D} ^{2}\!F(u)\{h,k\}} jest symetryczną funkcją dwuliniową zmiennych {\displaystyle h} i {\displaystyle k} oraz że zgadza się ona z polaryzacją {\displaystyle \operatorname {d} ^{n}\!F.}
Na przykład spełniony jest następujący warunek dostateczny. Niech {\displaystyle F} będzie klasy {\displaystyle C^{1}} w sensie, iż odwzorowanie
{\displaystyle \operatorname {D} \!F\colon U\times X\to Y}
jest ciągłe względem topologii produktowej i, co więcej, że druga pochodna określona powyższym wzorem jest również ciągła w tym sensie, iż odwzorowanie
{\displaystyle \operatorname {D} ^{2}\!F\colon U\times X\times X\to Y}
jest ciągłe. Wówczas przekształcenie {\displaystyle \operatorname {D} ^{2}\!F(u)\{h,k\}} jest dwuliniowe i symetryczne ze względu na {\displaystyle h} i {\displaystyle k.} Tożsamość polaryzacyjna jest spełniona na mocy dwuliniowości:
{\displaystyle \operatorname {D} ^{2}\!F(u)\{h,k\}={\tfrac {1}{2}}\operatorname {d} ^{2}\!F(u;h+k)-\operatorname {d} ^{2}\!F(u;h)-\operatorname {d} ^{2}\!F(u;k),}
wiążąc pochodną drugiego rzędu {\displaystyle \operatorname {D} ^{2}\!F(u)} z różniczką {\displaystyle \operatorname {d} ^{2}\!F(u,\cdot ).} Podobne wnioski są prawdziwe dla pochodnych wyższych rzędów.

## Własności
Dla funkcji {\displaystyle F,} o której przyjmie się, iż jest dostatecznie różniczkowalna w sposób ciągły, zachodzi pewna wersja podstawowego twierdzenia rachunku całkowego; dokładniej:
Twierdzenie podstawowe
Niech {\displaystyle F\colon X\to Y} będzie klasy {\displaystyle C^{1}} w tym sensie, iż pochodna Gâteaux jest funkcją ciągłą {\displaystyle \operatorname {d} \!F\colon U\times X\to Y.} Wówczas dla dowolnych {\displaystyle u\in U} oraz {\displaystyle h\in X} jest
{\displaystyle F(u+h)-F(u)=\int _{0}^{1}\operatorname {d} \!F(u+th;h)\,\operatorname {d} \!t,}
gdzie symbol całki oznacza całkę Gelfanda-Pettisa (słabą całkę).
Z powyższego wynika także wiele znanych, porządnych własności pochodnej – w tym wieloliniowość i przemienność pochodnych wyższego stopnia. Innymi własnościami, również wynikającymi z twierdzenia podstawowego, są:
Reguła łańcuchowa
{\displaystyle \operatorname {d} \!(G\circ F)(u;x)=\operatorname {d} \!G(F(u);\operatorname {d} \!F(u;x))}
dla dowolnych {\displaystyle u\in U} oraz {\displaystyle x\in X.}
Twierdzenie Taylora z resztą
Niech odcinek między {\displaystyle u\in U} a {\displaystyle u+h} zawiera się całkowicie w {\displaystyle U.} Wówczas jeżeli {\displaystyle F} jest klasy {\displaystyle C^{k},} to
{\displaystyle F(u+h)=F(u)+\operatorname {d} \!F(u;h)+{\tfrac {1}{2!}}\operatorname {d} ^{2}\!F(u;h)+\ldots +{\tfrac {1}{(k-1)!}}\operatorname {d} ^{k-1}\!F(u;h)+R_{k},}
gdzie wyraz reszty dany jest jako
{\displaystyle R_{k}(u;h)={\frac {1}{(k-1)!}}\int _{0}^{1}(1-t)^{k-1}\operatorname {d} ^{k}\!F(u+th;h)\,\operatorname {d} \!t.}

## Przykłady
Niech {\displaystyle X} będzie przestrzenią Hilberta funkcji całkowalnych z kwadratem określonych na zbiorze mierzalnym w sensie Lebesgue’a {\displaystyle \Omega } przestrzeni euklidesowej {\displaystyle \mathbb {R} ^{n}.} Funkcjonał
{\displaystyle E\colon X\to \mathbb {R} }
dany wzorem
{\displaystyle E(u)=\int _{\Omega }F\left(u(x)\right)\operatorname {d} \!x,}
gdzie {\displaystyle F} jest funkcją zmiennej rzeczywistej o wartościach rzeczywistych, przy czym {\displaystyle F'=f,} a {\displaystyle u} przyjmująca wartości rzeczywiste jest określona na {\displaystyle \Omega ,} ma pochodną Gâteaux
{\displaystyle \operatorname {d} \!E(u,\psi )=\langle f(u),\psi \rangle .}
Rzeczywiście,
{\displaystyle {\begin{aligned}{\frac {E(u+\tau \psi )-E(u)}{\tau }}&={\frac {1}{\tau }}\left(\int _{\Omega }F(u+\tau \psi )\operatorname {d} \!x-\int _{\Omega }F(u)\operatorname {d} \!x\right)\\&={\frac {1}{\tau }}\left(\int _{\Omega }\int _{0}^{1}{\frac {\operatorname {d} }{\operatorname {d} \!s}}F(u+s\tau \psi )\,\operatorname {d} \!s\,\operatorname {d} \!x\right)\\&=\int _{\Omega }\int _{0}^{1}f(u+s\tau \psi )\psi \,\operatorname {d} \!s\,\operatorname {d} \!x.\end{aligned}}}
Jeżeli {\displaystyle \tau \to 0} w powyższej równości, to pochodna Gâteaux
{\displaystyle \operatorname {d} \!E(u,\psi )=\int _{\Omega }f{\big (}u(x){\big )}\psi (x)\,\operatorname {d} \!x,}
jest iloczynem wewnętrznym {\displaystyle \langle f,\psi \rangle .}